# لو توینتون
لو توینتون (به انگلیسی: Low Toynton) یک روستا و محله مدنی در بریتانیا است که در لیندسی شرقی واقع شده‌است. لو توینتون ۱۸۷ نفر جمعیت دارد.